# Сражение при Атланте
Сражение при Атланте (англ. The Battle of Atlanta), известное также как сражение при Декейтере, было сражением второй фазы (после смены командования Теннессийской армии) Атлантской кампании американской гражданской войны. Оно произошло 22 июля 1864 года юго-восточнее города Атланта, штат Джорджия. Оно началось сразу после сражения на Пичтри-Крик, в ходе которого генерал Худ пытался разбить Камберлендскую армию, наступавшую на Атланту с севера. Уже в ходе этого боя северяне начали приближаться к Атланте с востока, что заставило Худа перебрасывать часть войск на это направление. Так как атака позиций Камберлендской армии не дала результата, то Худ решил атаковать войска генерала Макферсона между Атлантой и Декейтером. Он планировал выйти во фланг и тыл Макферсону, но его люди не успели завершить манёвр полностью, поэтому Макферсон был атакован в основном с фланга. Это тоже поставило его в опасное положение, но он вовремя переместил на фланг корпус Доджа, что спасло федеральную армию в тот день. В ходе сражения южанам удалось потеснить противника, но не удалось отбросить его от железной дороги, которая с того дня была потеряна для Юга.
В сражении при Атланте погибли федеральный корпусной командир Макферсон и дивизионный командир Конфедерации Уокер.

## Предыстория
После сражений у горы Кеннесо генерал Джонстон отвёл Теннесийскую армию на 6 миль от Мариетты и занял новую оборонительную позицию, но уже 4 июля 1864 года дал приказ на очередной отход. Он отступил на так называемую Речную линию, которая прикрывала железнодорожный мост через реку Чаттахучи. Вечером 7 июля федеральный корпус Скофилда обнаружил переправу через Чаттахучи выше по течению относительно позиции Джонстона. 10 июля Джонстон отвёл армию на южный берег реки, о чём доложил президенту. Это отступление вызвало беспокойство в правительстве Конфедерации и сомнения в способности Джонстона удержать Атланту. 13 июля в Атланту прибыл генерал Брэгг, который переговорил с Джонстоном и корпусными командирами, изучил состояние армии и посоветовал президенту сместить Джонстона и назначить на его место Джона Худа. После некоторых колебаний президент согласился с этим предложением и 17 июля Джонстон был официально смещён с поста командира Теннессийской армии.
19 июля, в первый день после смены командования, Теннессийская армия численностью 55 тысяч человек, стояла севернее Атланты, с корпусом Харди по центру и корпусом Стюарта слева. Бывший корпус Худа, переданный под командование Читему, стояла на правом фланге. По данным Худа, Камберлендская армия Томаса двигалась на Атланту с севера, и переходила реку Пичтри-Крик. Корпуса Макферсона и Скофилда приближались к Декейтеру, городку восточнее Атланты. Это означало, что противника можно разбить по частям: Худ велел Стюарту и Харди атаковать Томаса, когда тот перейдёт реку, а Читему поручил сдерживать Макферсона и Скофилда. В это время Шерман уже знал об отставке Джонстона и предполагал, что Худ может его атаковать. Но он решил, что Худ нападёт на слабую часть армии около Декейтера, поэтому надеялся сдержать его там, а Томасу велел быстро наступать на Атланту с севера.
Утром 20 июля армия Томаса продолжала переходить Пичтри-Крик и оказалась именно там, где и предполагал Худ. Но левый фланг Шермана уже вошёл в Декейтер и с утра начал движение на Атланту с востока. Худ запланировал начало атаки на 13:00, но сражение на Пичтри-Крик началось только в 16:00. По плану начинать должен был корпус Харди. Дивизия Бейта начала наступать первой, но из-за незнания местности потеряла противника и фактически не участвовала в бою. Левее наступала дивизия Уокера: она атаковала позиции федеральной дивизии Ньютона, сумела обойти её фланг, но в итоге была отбита. Ещё левее пошли в наступление две бригады дивизии Джорджа Мэни, но они наступали так неуверенно, что никак не повлияли на ход сражения. Корпус Стюарта действовал увереннее: дивизии Лоринга и Уолталла атаковали XX корпус генерала Хукера, который не успел вовремя развернуться на позиции, и его удалось потеснить. Но фактически четыре бригады южан атаковали девять федеральных, поэтому их успех был временным.
Стюарт был готов повторить атаку, если Харди поддержит её. Харди велел резервной дивизии Клейберна вступить в бой, но тут пришло сообщение, что Клейберн срочно нужен на декейтерской дороге, поэтому атака его дивизии была отменена, а сражение прекращено. В это время корпус Макферсона двигался по декейтерской дороге и был уже в 2,5 милях от центра Атланты, в 13:00 он уже сделал несколько выстрелов по городу. Против его 25 тысяч пехотинцев стояли всего 3,5 тысячи кавалеристов Уилера и 700 ополченцев, но Макферсон не решался наступать. Как и Шерман, он был уверен, что основное сражение за Атланту произойдёт на его фронте. В итоге он вообще перенёс наступление на следующее утро. Точно так же, как 9 мая он не решился ворваться в Ресаку, теперь он не решился врываться в Атланту и второй раз упустил шанс решить исход кампании.

### Перестрелка при Бальд-Хилл
Весь день 20 июля Шерман оставался при армии Макферсона и не знал о том, что на фронте армии Томаса идут бои. Армия Макферсона в это время медленно наступала на Атланту с XVII корпусом генерала Блэра в авангарде. Корпус вышел к небольшой высоте, на которой отстреливался небольшой отряд кавалерии южан, и Блэр велел дивизии Грешама захватить высоту. Тот начал наступление, но сразу же был ранен винтовочной пулей (командование дивизией принял Джилс Смит). Это заставило Макферсона действовать осторожно, и он отложил наступление до утра. Осознав, что Атланта ничем не прикрыта с восточного направления, Худ срочно перебросил туда дивизию Патрика Клейберна численностью около 4 тысяч человек. К рассвету 21 июля дивизия уже стояла на позиции к югу от железной дороги. В 08:30 федеральная бригада Форса из дивизии Леггетта бросилась на штурм высоты и легко захватила её. Правее пошла в атаку дивизия Джилса Смита, она атаковала позиции Клейберна, но была отбита. Тем не менее, положение Клейберна оставалось опасным, и по его запросу Худ отправил на его усиление дивизию Мэни. Но высота уже была потеряна и Клейберну пришлось слегка изменить позицию.
События у Бальд-Хилл 21 июля традиционно считаются среди историков лишь небольшой перестрелкой, второстепенным событием перед сражением при Атланте. Тем не менее в этом бою XVII корпус потерял 728 человек, половину при штурме высоты и половину при атаке Клейберна. Потери южан в этом бою неизвестны. Клейберн признавался потом, что это было самое ожесточённое сражение в его жизни.

### Планы генерала Худа
Пока шла перестрелка у Бальд-Хилл, генерал Худ у себя в штабе думал над тем, как нанести противнику новый удар. Попытка разбить Томаса на Пичтри-Крик не удалась, хотя и приостановила его продвижение, а Макферсон был опасно близко к Атланте, его артиллерия уже добивала до города. Он уже захватил железную дорогу на Огасту и вполне мог сместиться ещё дальше влево (на юг), чтобы захватить Мэйконскую дорогу, полностью отрезав Атланту от снабжения. Против этой угрозы надо было что-то предпринимать. Ночью 20 июля и днём 21 июля Худ получил два важных сообщения: он узнал, что несмотря на явно уязвимое положение армии Шермана, её два крыла всё ещё далеки друг от друга. Всё 21 число корпуса Томаса совершенствовали свои укрепления и не продвигались вперёд, хотя это могло бы сократить разрыв. Вторая новость заключалась в том, что обозы Макферсона стоят неохраняемые в центре Декейтера. Сам же корпус Макферсона стоял хоть и близко к Атланте, но с открытым левым флангом. Обычно фланг прикрывала кавалерия Гаррарда, но в этот раз Шерман отправил её в четырёхдневный рейд к Ковингтону для разрушения железной дороги. Шерман говорил, что важность этой миссии оправдывает все риски, хотя он уже знал, что Худ может атаковать, а дорога уже была захвачена ранее.
Макферсон оказался без охранения и разведки, но он был осторожен, понимал, что его могут атаковать, и именно с фланга. И если Шерман полагал, что основная армия Худа сконцентрирована на фронте Томаса, то Макферсон сильно в этом сомневался. Весь день 21 июля он предупреждал Шермана, что противник перебрасывает войска на свой правый фланг. Уязвимое положение Макферсона давало Худу шанс осуществить фланговую атаку по образу той, что имела место 2 мая 1863 года в сражении при Чанселорсвилле. В тот раз генерал Ли атаковал левый фланг федеральной армии силами всего корпуса. Худ не участвовал в сражении, но знал, как именно оно проходило. Теперь он созвал командиров своей армии на совет и изложил им свой план. Первым делом предполагалось отвести войска за укрепления Атланты. Затем корпуса Стюарта и Читема должны были удерживать основные укрепления, а корпус Харди, как менее пострадавший в боях 20 июля, должен был отправиться на юг, потом на юго-восток, а затем на северо-восток в направлении Декейтера, и в итоге выйти на позицию для атаки Макферсона с тыла. Кавалерия Уилера в это время должна была напасть на обозы Макферсона в Декейтере. Весь манёвр предполагалось провести за ночь, а атаку начать утром.
Сам по себе этот план был хорошо продуман; впоследствии историки называли его блестяще задуманным, и напоминающим по своей смелости планы генерала Ли. Некоторым казалось, что он слишком похож на недавний план Джонстона (удерживать Атланту малыми силами и свободно маневрировать остальной армией). Расселл Бондс писал, что такое сравнение некорректно, поскольку Худ намеревался использовать только один корпус, а не всю армию. Худ ясно понимал, что требует от армии многого. Он писал в мемуарах, что отход в Атланту и переброска корпуса Худа в тыл противнику «как сделал Джексон при Чанселорсвилле и Втором Манассасе» требует большого усилия от солдат и офицеров. Но он хотел воспользоваться подвернувшейся возможность как можно быстрее и для этого готов был рисковать.

### Марш корпуса Харди

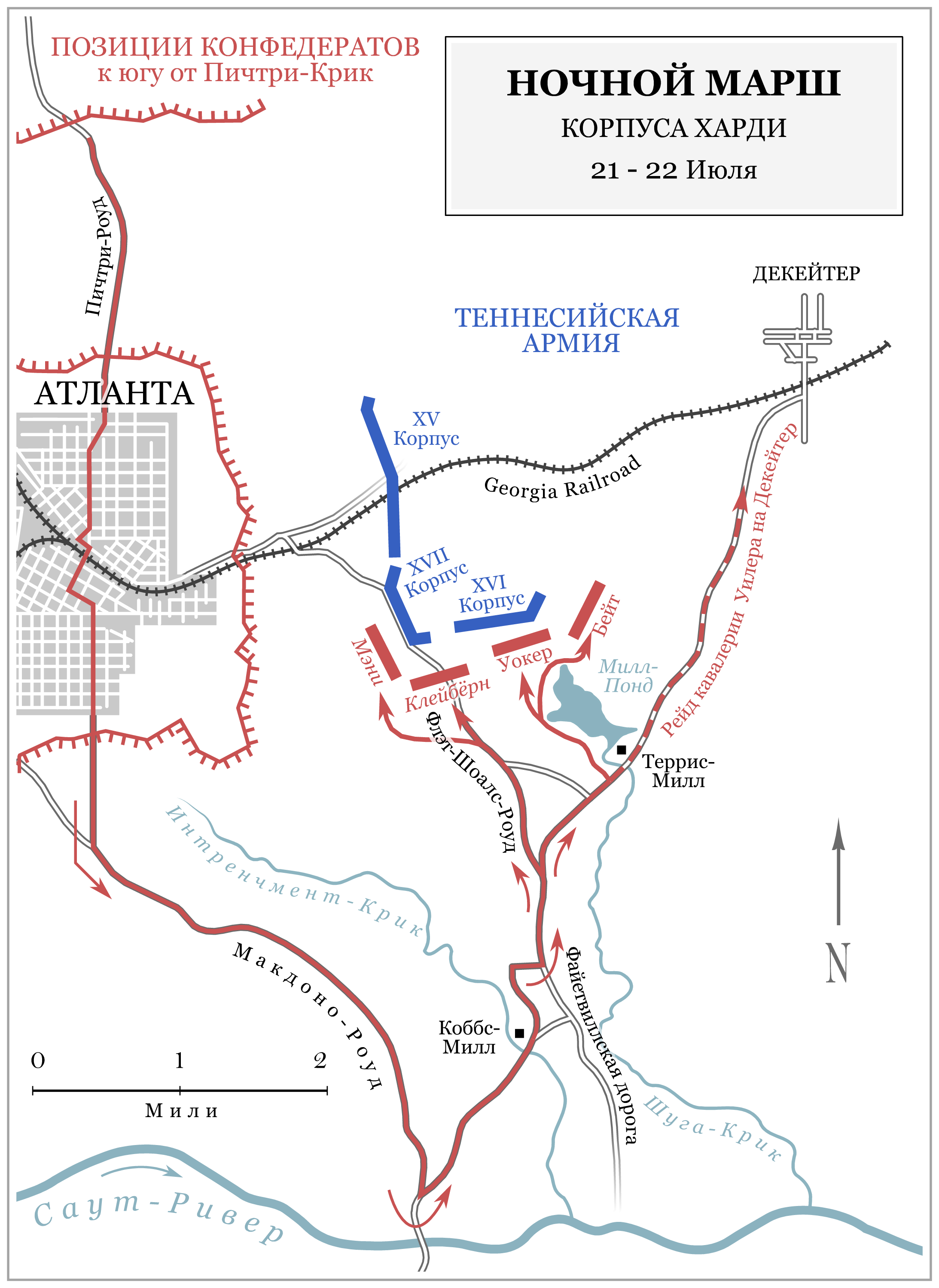
Марш корпуса Харди.

По словам Расселла Бондса, Худ поручил генералу Харди совершить фланговый марш, подобный маршу Джексона при Чанселорсвилле, но который в реальности был сложнее марша Джексона. Харди прошёл меньше, чем было запланировано, всего 15 миль, но и это было на три мили дальше, чем марш Джексона. Кроме того, Джексон шёл днём, с хорошими проводниками, и имел надёжные данные разведки, Харди же шёл ночью, по густому лесу, по плохим дорогам и без хороших карт, и он плохо понимал, где вообще находится противник. В 20:00 дивизии Уокера и Бейта покинули траншеи на Пичтри-Крик и первые пошли на юг, по Ричтри-Роуд и через город по Пичтри-Стрит. Дивизии Клейберна и Мэни должны были оставить траншеи на восточной стороне города и идти следом за Уокером и Бейтом. Марш дивизий по Пичтри-Стрит вызвал слухи о том, что армия покидает город, что вызвало очередную волну паники. Дивизия Клейберна отходила с позиций с задержкой, поэтому она вышла на линию марша только в 03:00. Весь корпус Харди прошёл город насквозь, вышел из него по дороге на Макдоно и свернул с неё влево на Файетвиллскую дорогу, которая вела в Декейтер, в тыл и фланг противника.
Планируя атаку, Худ не принял во внимание ограниченность человеческих возможностей. Харди вёл в тыл четыре дивизии; все они за последние два дня или сражались или строили укрепления. Дивизия Уокера сильно пострадала в боях 20 июля, а дивизия Клейберна вела бои весь день 21 июля. К этому добавились бессонные ночи и утомительный марш. Худ хотел начинать атаку на рассвете, но когда рассвело, корпус Харди ещё плёлся по Файетвиллской дороге и явно не укладывался в сроки. В 05:00 Харди, Клейберн и Уокер прибыли к дому Уильяма Кобба, который владел мельницей на реке Интренчмент-Крик. Харди решил, что корпусу осталось ещё три мили до конца марша и дал людям время на отдых. Сам Кобб и работник мельницы по фамилии Тёрнер были призваны к содействию в качестве проводников: Кобб повёл дивизию Клейберна, в Тёрнер дивизию Уокера.
Когда привал закончился, Харди продолжил марш и вышел к развилке дорог: здесь Клейберн и Мэни пошли на Декейтер по левой дороге, Флэт-Шоалс-Роад, а Бейт и Уокер по правой (основной, Файетвиллской). Кавалерия Уилера тоже пошла по Файетвиллской дороге. Где-то после этого Харди приказал войскам развернуться из колонн в боевую линию, и это отняло довольно много времени. Кроме того, теперь дивизиям пришлось наступать в боевом построении по сложной местности. Генерал Марк Лоури вспоминал, что направление наступления часто менялось: сначала дивизии шли вправо, потом прямо, потом снова вправо и снова прямо. Дивизии и бригады начали терять построение в густых зарослях. Харди вспоминал, что его корпус шёл в боевом построении целых две мили. Было 11:00, когда дивизия Уокера вышла к запруде у мельницы Терри (Терри-Милл-Понд), которая имела ширину около полумили и её надо было обходить, местами по мелководью, через заросли и завалы. Вскоре после полудня генерал Уокер поднялся на небольшой холм и стал рассматривать в бинокль полосу леса впереди. В это время его заметил один из федеральных сторожевых пикетов и выстрелил. Уокер был убит пулей в грудь наповал. Предположительно, этот выстрел прозвучал в 12:10 или 12:15, и стал первым выстрелом сражения при Атланте.
В то утро Шерман узнал, что противник покинул укрепления к северу от Атланты и решил, что южане полностью эвакуируют город. Около 06:00 началось преследование, однако оно остановилось почти сразу, так как южане отступили всего на 1200 метров. Генерал Макферсон наблюдал за позициями противника в высоты Бальд-Хилл и раз за разом повторял, что близится генеральное сражение. Он встретился с генералом Гренвиллом Доджем (командиром XVI корпуса) и велел ему перевести на фланг дивизию Томаса Суини. Он уведомил Шермана, но тот сразу обвинил его в чрезмерной осторожности и велел отправить весь корпус Доджа к Декейтеру для разрушения железной дороги. Тогда в 11:00 Макферсон сам явился в штаб Шермана и попросил оставить ему Доджа хоть на небольшое время. Тот согласился, но в 12:00 решил, что опасность миновала, и снова потребовал от Макферсона послать Доджа к Декейтеру. В это время две бригады дивизии Суини были уже развёрнуты фронтом на юг и корпус Харди наступал уже не на открытый фланг, а на позиции пехотной дивизии. Это случилось отчасти из-за удачного стечения обстоятельств, отчасти из-за осторожности Макферсона, а генерал Блэр потом объяснил появление Доджа божественной волей.

## Сражение

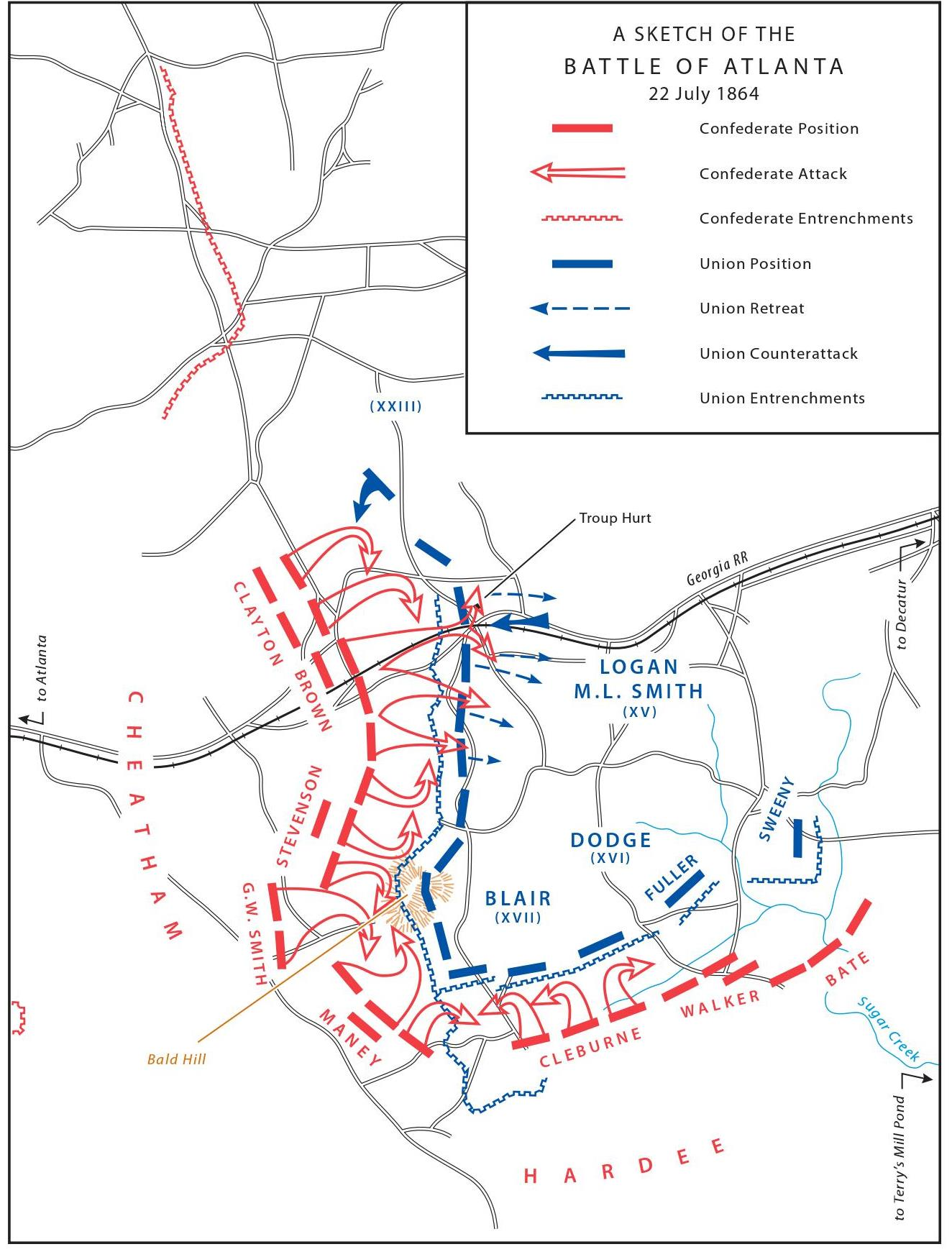
Сражение при Атланте

### Атака корпуса Харди
Дивизия Бейта пошла в бой первой и атаковала примерно центр дивизии Суини. Из-за потерь на марше она сократилась до 1200 человек, превратившись почти в бригаду. Харди обещал отправить на её усиление одну из бригад Мэни, но она застряла у запруды мельницы. Дивизия наступала по густому кустарнику, не представляя, куда она идёт и что её там ждёт. Ранее, в сражении при Далласе, у неё уже был опыт неудачной атаки укреплений. Дивизия попала под артиллерийский огонь, потом начала перестрелку с пехотой Суини, а затем бросилась в атаку, но сразу попала под картечный залп и была отброшена к лесу. В тот день она уже не участвовала в боях, ограничившись отдельными перестрелками на длинной дистанции.
Следующей пошла в наступление бригада Клемента Стивенса из дивизии Уокера, которой командовал полковник Джордж Смит; она атаковала правый фланг дивизии Суини, и левый фланг бригады Морилла, которой командовал лично дивизионный командир Фуллер. Первая атака была отбита огнём шести орудий Родмана, а когда бригада пошла во вторую, то Фуллер бросил два своих левых полка в контратаку, а два правых полка дивизии Суини по прямому приказу Доджа сделали то же самое. Бригада Стивенса была отброшена, потеряла 500 человек пленными и двух бригадных командиров одного за другим. После этой атаки наступило короткое затишье.
Через некоторое время появилась бригада Джиста, которая вышла как раз к разрыву между правым флангом Фуллера и дивизией Джайлса Смита, стоящей фронтом на запад. Последствия этого прорыва могли бы быть катастрофическими, поэтому Фуллер схватил флаг 27-го Огайского полка, которым он некогда командовал, и бросился вперёд, перестраивая полк фронтом на запад. Полк открыл винтовочный огонь по флангу бригады Джиста и дал несколько залпов из Родманов, чем заставил бригаду отступать. Джист пытался повести бригаду во вторую атаку, но получил тяжёлое ранение. Его бригада отступила под прикрытие леса. Следующей пошла в бой бригада Мерсера, но быстро остановилась, а затем отошла, потеряв всего 15 человек. Всего атака Бейта и Уокера длилась 45 минут и окончилась полной неудачей. Южанам не удалось подойти даже на 100 метров к противнику. С формальной точки зрения три федеральные бригады отбили атаку шести бригад конфедерации, но фактически у Фуллера и Суини было 5 тысяч человек (при артиллерийской поддержке), а У Бейта и Уокера примерно столько же, если не меньше.
Уилер вошёл в Декейтер, но обозы к этому времени покинули город. Уилера встретила пехотная бригада Спрэга, кавалеристы начали с ней перестреливаться спешенными, и ничего не достигли, хоть и превосходили противника численно втрое.
Крайней слева в дивизии Джилса Смита стояла айовская бригада полковника Уильяма Холла, небольшая по численности, но состоявшая из ветеранов многих сражений. Опасаясь за свой открытый фланг, они завернули позицию полукругом. Пространство перед траншеями было зачищено на 50 метров и усилено древесным завалом. К этой позиции вышла бригада Дэниела Гована из дивизии Клейберна. Говану было сказано, что траншеи тянутся вдоль Флэт-Шоалс-Роад, и он выйдет им во фланг, поэтому укрепления айовской бригады стали для него неприятной неожиданностью. Айовцы подпустили противника к завалу, а потом открыли огонь, который смёл всю первую линию, но вторая прорвалась за завал, а третья линия смогла добраться почти к самому брустверу, но залегла там и была готова сдаться. Но техасцам бригады Дж. Смита удалось обойти левый фланг бригады и захватить в плен почти весь 16-й Айовский полк. Бригада Холла отступила, но у Гована не было сил её преследовать.

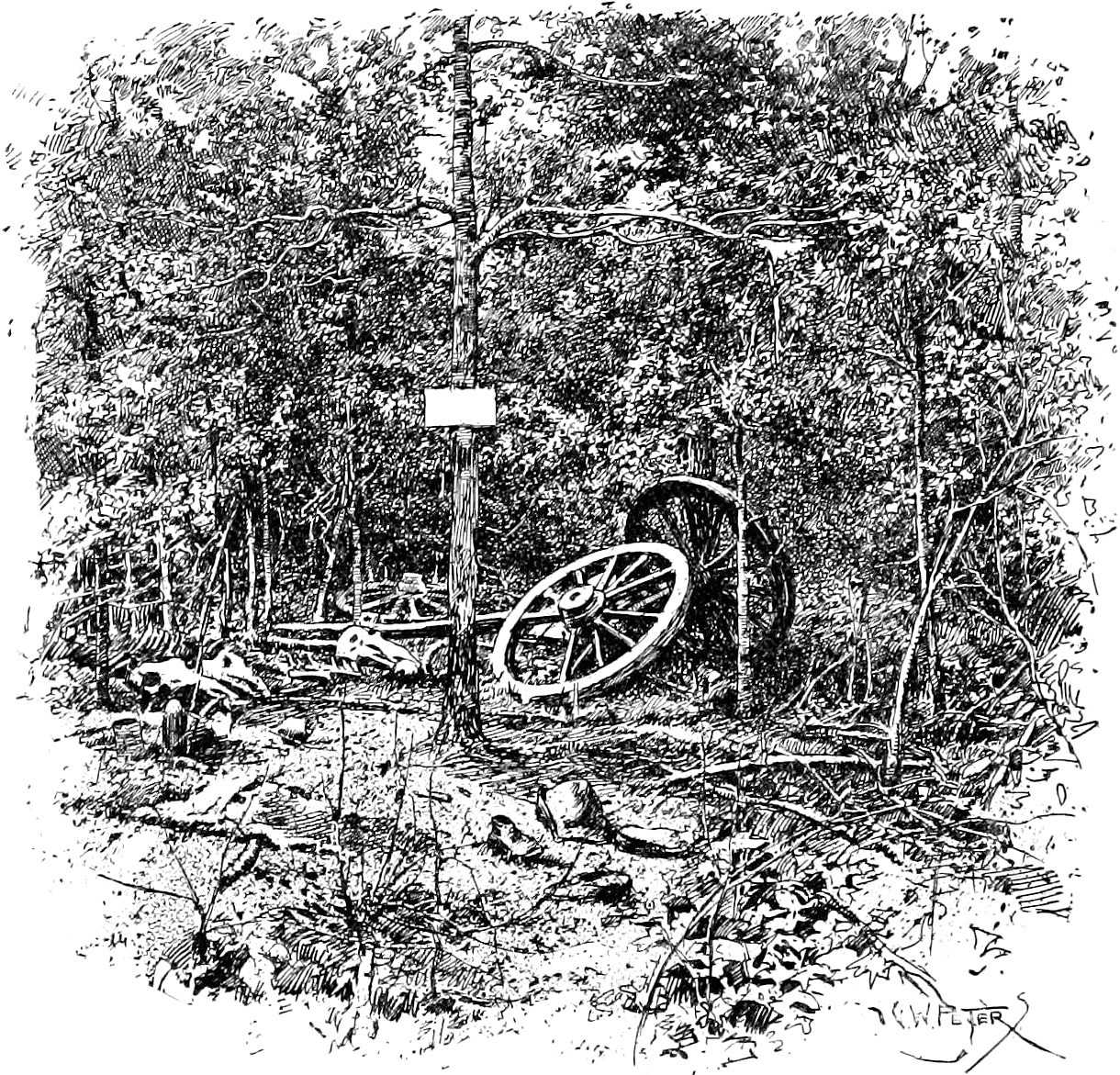
Место гибели Макферсона; гравюра 1897 года

Техасская бригада Джеймса Смита наступала правее Гована, в разрыв между XVII и XVI корпусами. Оттеснив айовскую бригаду, она пошла дальше и на лесной дороге встретила генерала Макферсона.
Во время атаки бригады Уокера генерал Макферсон наблюдал за боем с небольшой высоты на правом фланге бригады Фуллера. Он опасался, что противник прорвётся правее Фуллера в тыл XVII корпусу Блэра, поэтому лично отправился на поиски Блэра, взяв с собой двух штабных офицеров. Неожиданно он наткнулся на отряд южан, который приказал ему сдаться. Макферсон попытался скрыться в лесу, но южане дали залп, и одна из пуль пробила лёгкое около сердца. Он упал на землю и умер почти сразу. Один из его офицеров тоже был сбит с коня и при этом разбил часы, которые в тот момент показывали 14:02. Южане, застрелившие Макферсона, принадлежали к 5-му пехотному полку Конфедерации из техасской бригады Смита, и командовал ими капитан Ричард Бэрд. Он утверждал потом, что смертельный выстрел сделал капрал Роберт Колман.

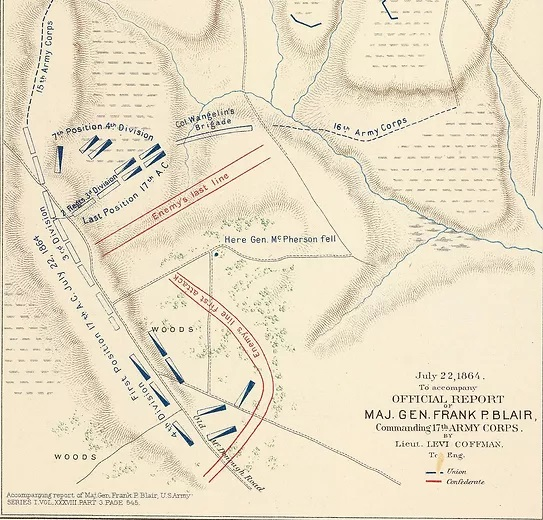
Первая и последняя позиция 4-й дивизии (Джилса Смита) на карте из рапорта Доджа

Когда Шерман узнал об исчезновении Макферсона (лошадь генерала прибежала в тыл со следами крови на седле), он передал командование Теннессийской армией генерал-майору Джону Логану, который сразу помчался разбираться, что происходит на левом фланге армии.
Техасская бригада Смита между тем продолжала наступление через тылы корпуса Блэра и подходила к высоте Болд-Хилл с востока. Бригада Лоури наступала левее, а бригада Картера шла сзади. Бригады Стрэра и Война приближались в федеральным траншеям на Флэт-Шоалс-Роад с запада. Увидев приближение техасцев с тыла, рядовые дивизии Леггетта на Болд-Хилл перебрались на западную сторону своего бруствера и открыли огонь по техасцам. Полковник Форс получил тяжёлое ранение в лицо, но его люди удержали позицию. Техасцам не хватало сил, а подкрепления не прибывали. Федеральная бригада Уолкотта вышла к их правому флангу, Смит был вынужден отступать, и в этот момент ранение вывело его из строя. Бригада Уолкотта бросилась в атаку и захватила в плен почти весь 17/18 Техасский полк и 5-й пехотный вместе со знамёнами. В это самое время 64-й Иллинойсский полк пробился к участку гибели Макферсона и вынес его тело в тыл.
Как только бригада Смита была отбита, в атаку пошла теннессийская бригада Стрэла, которая атаковала федеральные позиции с юго-запада. Рядовые дивизии Леггета перебрались обратно на восточную сторону бруствера, и оттуда легко отбили атаку Стрэла, что было несложно, поскольку одна бригада фактически атаковала сразу две дивизии. Тогда миссисипско-алабамская бригада Лоури, наступая с юга, прошла через ряды бригады Смита и атаковала айовскую бригаду Холла и бригаду Потта. Им удалось ворваться в траншеи, но они понесли такие потери, что немногие прорвавшиеся сразу были убиты или взяты в плен. Бригада Лоури в тот день потеряла 578 человек, почти половину своего состава.
К 15:00 казалось, что атака корпуса Харди полностью остановлена, но тут бригада Гована снова пошла в наступление и атаковала федеральные позиции на Флэт-Шоалс с востока. Одновременно бригада Воуна атаковала их с запада и юга. Дивизия Джайлса Смита оказалась под ударом с двух сторон; 12-й Теннессийский полк первым ворвался в траншеи противника. Весь федеральный фронт к югу от Болд-Хилл рухнул.

### Атака корпуса Читема

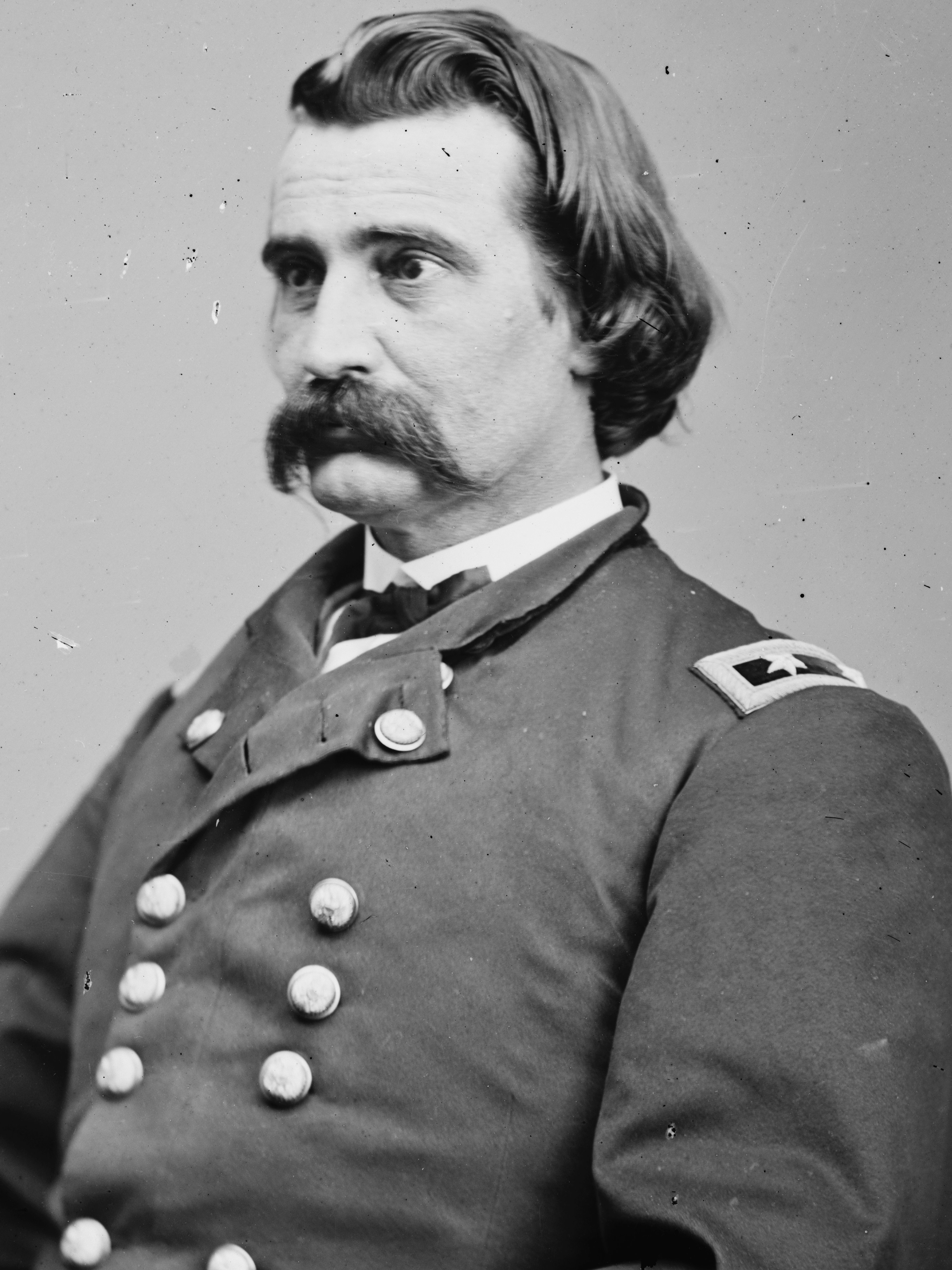
Генерал Джон Логан

В 15:00 Худ получил сообщение о неудаче атаки Харди и приказал корпусу Читема атаковать федеральные позиции с фронта, чтобы отвлечь на себя противника и не дать ему напасть на Харди всеми силами. В 16:00 он узнал об успехе атаки Гована и велел Читему предпринять не просто демонстрацию, а полноценную атаку. Впоследствии многие историки обвиняли Худа в том, что он ввёл корпус Читема в бой слишком поздно. Альберт Кэстел писал по этому поводу, что Читема изначально предполагалось ввести в бой уже после того, как фронт северян начнёт рушиться под ударом корпуса Харди, фактически только для развития успеха. Корпус Читема вышел из укреплений Атланты и построился в боевую линию. Дивизия Клейтона (бывшая Стюарта) стояла слева, дивизия Брауна в центре, а дивизия Стивенсона справа. По традиции, дивизии начинали атаку от правой к левой. Но когда дивизия Стивенса прошла вперёд, она попала под огонь дивизии Леггетта и остановилась, не успев даже оттеснить цепь пикетов. Правее Стивенса наступало джорджианское ополчение под командованием Густавуса Смита, но когда дивизия Стивенса остановилась, то ополченцы так же остановились, а потом по приказу Худ отошли в укрепления Атланты.
Милей севернее наступала дивизия Брауна. Бригады Мэниголта и Шарпа наступали слева, севернее железнодорожной линии, а бригады Голтарта и Брэнтли шли правее дороги. Эта наступление тоже началось неудачно; правые бригады были остановлены огнём бригады Джеймса Мартина, а бригада Мэниголта забуксовала перед позициями огайской бригады Уэллса Джонса. Но затем ситуация изменилась: южане захватили здание, стоящее перед позициями Джонса и с его второго этажа открыли огонь по огайцам в траншеях. Затем подошла бригада Шарпа и люди Мэниголта бросились вперёд и ворвались в траншеи. Бригада Шарпа воспользовалась железнодорожной выемкой и по ней вышла в тыл бригаде Джеймса Мартина. Вся дивизия Лайтбёрна начала в панике отступать, увлекая за собой часть дивизии Харроу. Сам генерал Лайтбёрн был замечен бегущим в тыл. Этот успех был удивителен; историк Стивен Вудворт писал, что Теннессийская армия выдержала удар во фланг и тыл, но фронтальная атака проломила в ней брешь шириной в две дивизии. И это произошло всего в полумиле от штаба армии, на виду у генерала Шермана.
Некоторым федеральным офицерам показалось, что у Шермана возникла возможность для контрудара. Корпуса Харди и Читема были связаны боем, а у Шермана имелся корпус Скофилда, который можно было задействовать в бою. Скофидд предложил взять его корпус и корпус Ховарда, и бросить их с севера на левый фланг корпуса Читема. Но Шерман отказал. Впоследствии он писал, что Теннессийская армия вполне могла справиться с проблемой сама, и ей бы не понравилась посторонняя помощь. Этот отказ сильно смутил Скофилда и многих других офицеров. Один из них писал, что весь день, пока шло ожесточённое сражение, 50 тысяч человек стояли в стороне, на расстоянии пушечного выстрела, с нетерпением ожидали приказа вступить в бой, но приказ так и не пришёл.
Правее Лайтбёрна стояла дивизия Чарльза Вудса. Увидев отступление Лайтбёрна, Вудс развернул свои бригады фронтом на юг. Дивизионный командир Морган Смит приказал ему атаковать противника, который продвинулся уже до дома Трауна Хёрта. Одновременно Шерман запросил у Скофилда всю его артиллерию и лично разметил её (20 стволов) на высоте у своего штаба. В это время Мэниголт и Шарп получили приказ Брауна отступить. Они были неприятно удивлены этим, но подчинились. Причины такого приказа неизвестны, рапорты Читема и Брауна, как и любые другие, не дают никаких объяснений. Возможно, произошла какая-то ошибка или взаимонепонимание в цепи командования. Бригады отошли на четверть мили и заняли брошенные траншеи северян с северной стороны железной дороги. В этот момент открыла огонь федеральная артиллерия. Понимая, что последует атака, Мэниголт начал беспокоиться и запрашивать усилений. Но к нему присоединились только две бригады из дивизии Клейтона. Клейтон вёл три бригады куда-то к северу от Болд-Хилл, но Браун перенаправил одну из этих бригад (Стовалла) на восток, а вторая (Башрода Джонса) потерялась, и в итоге обе они присоединились к Мэниголту и Шарпу. Третья же бригада, луизианская бригада Гибсона, затерялась в тылу. В итоге атака Клейтона, нацеленная неизвестно куда, даже не началась.
Как только бригады Мэниголта, Шарпа, Стовалла и Джонса заняли позиции, началась атака федеральной армии. Дивизия Вудса наступала с севера, а остатки дивизии Лайтбёрна с востока. Сам Логан руководил атакой. «Макферсон и месть!», кричали наступающие. Однако, южанам удалось сдержать эту атаку. Мэниголт запросил подкреплений, утверждая, что сможет держать позицию достаточно долго. Но вместо подкреплений он снова получил приказ отступать. Мэниголт и Шарп отступили, что заставило уходить и остальные две бригады. Таким образом XV корпус отбил утраченный участок траншей.
Солнце уже заходило, но бой за высоту Болд-Хилл был в самом разгаре. Бригады Воуна и Гована штурмовали с юга высоту, которую обороняли огайская бригада Скотта и бригада Форса (теперь под командованием полковника Джорджа Брайанта). Для атаки с востока Харди выделил бригады Уокера и Мэрси. Он так же подтянул к холму всю доступную артиллерию. Но атака Уокера и Мэрси была отбита. Арканзасцы Гована, наступая с юга, прорвались к укреплениям огайской бригады и бросились в штыковую атаку, но и они были отбиты и отступили к лесу. Бои не прекратиллись даже после заката, и только когда наступила полная темнота, артиллерия замолчала, и высота осталась в руках федеральной армии. Этим боем за высоту завершилось сражение при Атланте.

## Последствия
В день битвы за Атланту Скарлетт и ещё некоторые из дам, забравшись на плоские кровли складов, защитившись своими крошечными зонтиками от солнца, наблюдали за сражением. Но когда первые снаряды стали рваться на улицах города, все бросились в погреба, и в эту же ночь началось повальное бегство женщин, детей и стариков из Атланты.
Утром 23 июля на фронтах наступило затишье и обе стороны хоронили убитых. Шерман в это время размышлял над своими следующими действиями. Он недавно узнал, что в Миссисипи произошло сражение при Тьюпело, в ходе которого южане под командованием Стивена Ли и Натана Форреста атаковали федеральную армию Смита, но были отбиты. Смит выиграл сражение, но отступил, что означало, что Форрест ещё жив и опасен. Шерман приказал преследовать Форреста и не дать ему шанса напасть на линии снабжения армии Шермана. Кроме того, Шерман узнал о возвращении кавалерии Руссо из рейда на Опелайку. Теперь Руссо мог охранять его правый фланг, а кавалерию Стоунмана можно было направить в рейд на Мейконскую железную дорогу, с потерей которой Атланта была бы вынуждена капитулировать. В случае неудачи этого рейда Шерман решил отвести Теннессийскую армию с её позиций к востоку от Атланты и перевести её на правый фланг своей армии, к западу от Атланты, чтобы оттуда начать наступление на юг, к Мейконской дороге. Тогда Худу останется или оставить Атланту, или атаковать, но Шерман был уверен, что после потерь в сражении при Атланте Худ не решится на новое сражение. «Противнику не удалась атака нашего левого фланга, — сообщил он Логану, — и, понеся большие потери, он не будет пытаться снова».
27 июля началось перемещение Теннессийской армии, и одновременно кавалерия Стоунмана начала рейд к Мейконской дороге. Это привело к сражению при Эзра-Чёрч 28 июля и к разгрому Рейда Стоунмана 30 июля.

### Потери
Генерал Логан написал в рапорте, что Теннессийская армия Севера потеряла 3722 человека убитыми, ранеными и пленными. Из них 1801 человек пришёлся на XVII корпус Блэра.
Потери противника Логан оценил в 10 тысяч человек. Шерман снизил эту цифру до 8 тысяч, и впоследствии именно она была принята большинством историков. Например, в статистике Ливермора 1901 года называется 7 тысяч убитых и раненых и тысяча пленных. Альберт Кэстел в своей книге 1992 года писал, что эта цифра явно завышена. Начальник штаба корпуса Харди писал, что корпус потерял 3299 человек. Из них 1388 пришлось на дивизию Клейберна и 619 на дивизию Мэни. Потери дивизии Уокера и Бейта не известны. Корпус Читема должен был потерять примерно 2 тысячи человек, из них тысячу в дивизии Брауна, 600 в дивизии Клейтона, 298 в бригаде Стовалла и 128 в бригаде Джонса. Всё вместе даёт приблизительно 5500 человек. Расселл Бондс в книге 2010 года писал, что большинство современных историков считают цифру 5 500 наиболее реалистичной оценкой.

### Кадровые перестановки
После сражения при Атланте Шерману нужно было найти армии командира. Логан вполне подходил на эту роль, но Шерман полагал, что командовать армиями должны только выпускники Вест-Пойнта, поэтому выбор был между Ховардом и Хукером. Шерман не любил Хукера, поэтому передал армии Ховарду. Хукер был возмущён этой несправедливостью и подал в отставку. 27 июля Шерман принял его отставку и на этом завершилась военная карьера генерала Хукера. Во главе XX корпуса Шерман поставил Генри Слокама.
Изменения произошли и в армии Худа. 24 июля он сместил генерала Маккола с должности начальника штаба армии и назначил на его место Фрэнсиса Шупа. Худ расформировал дивизию погибшего Уокера и распределил её бригады по дивизиям Клейберна, Мэни и Бейта. Он вызвал из Флориды генерал-майора Паттона Андерсона и поставил его во главе дивизии Хайндмана/Брауна. Он вызвал в Атланту Стивена Ли и поставил его во главе своего бывшего корпуса, вернув Читема к командованию дивизией. В это же время он формально переименовал Миссисипскую армию в корпус Теннессийской армии. Генерал Пресстман был смещён с поста главного инженера и на его место был назначен Мартин Смит, который имел опыт проектирования укреплений Виксберга, Ричмонда и Питерсберга, и мог быть полезен в Атланте. Худ думал и о том, как избавиться от генерала Харди и надеялся заменить его на Ричарда Тейлора.
События сражения привели к конфликту между двумя дивизионными генералами, Суини и Фуллером. Ирландец Суини обвинил англичанина Фуллера в том, что его бригада отступила во время сражения и подставила под удар дивизию Суини. Корпусной командир Додж вмешался в спор, приняв сторону Фуллера. Суини, давно недовольный Доджем, обрушился на него с оскорблениями, и тогда Додж ударил его по лицу, а Суини ударил в ответ, и завязалась драка, которую разняли штабные офицеры. Додж арестовал Суини и отдал его под трибунал, который оправдал генерала, но тот всё равно покинул армию. Командование дивизией принял бригадный генерал Джон Корс.

### Оценки
В рапорте и мемуарах Худ назвал сражение «частичным успехом», и утверждал, что причиной неудачи стал Харди, который на дошёл с корпусом до Декейтера. Альберт Кэстел считал это обвинение абсурдным; Худ сам согласился изменить первоначальный план, и у Харди не было времени идти к Декейтеру. Но если бы он дошёл до города, то ему пришлось бы идти 4 мили до соприкосновения с противником. Северяне успели бы предпринять контрмеры, и тогда Харди, учитывая состояние его корпуса, был бы непременно разбит и отрезан от основной армии. По словам того же историка Худ хотел добиться слишком многого, слишком малым количеством людей в слишком короткие сроки, в чём и состоит причина его неудачи. Он должен был отменить свой план уже тогда, когда узнал, что дивизии Клейберна и Мэни не успевают выйти в тыл противника до рассвета. План можно было бы изменить на менее амбициозный: приказать Уокеру и Бейту атаковать фланг, а Клейберну и Мэни ударить с фронта. В этом случае корпус Блэра с большой вероятностью был бы разбит. План же Худа можно назвать классическим случаем того, как командир составляет план, не учитывая факторы времени, расстояния, и состояния войск.
Со своей стороны Шерман ничего не внёс в победу своей армии кроме того, что дал шанс противнику атаковать себя во фланг и тем инициировал само сражение. Он привлёк артиллерию Скофилда в критический момент, но помимо этого не сделал ничего выдающегося и даже необходимого. Зная, что основная часть армии противника задействована против его фланга, он никак не задействовал Камберлендскую армию, хотя решительным наступлением с севера он мог бы или захватить Атланту, или хотя бы сорвать планы Худа по атаке фланга. Большим упущением было и отклонение предложения Скофилда об атаке фланга корпуса Читема. Если бы он одновременно атаковал Атланту армией Томаса и ударил по флангу Читема корпусом Скофилда, то следствием мог бы быть полный разгром Худа и взятие Атланты, но Шерман не пошёл на это, вероятно, только потому, что хотел выиграть сражение только силами своей любимой Теннессийской армии.